# Maj 2005
| Maj 2005 |
| Månader under 2005: Januari · Februari · Mars · April · Maj · Juni · Juli · Augusti · September · Oktober · November · December ← December 2004 · Januari 2006 → |

## Torsdagen den 5 maj 2005
- Parlamentsval i Storbritannien

## Torsdagen den 12 maj 2005
- Sångerskan och skådespelerskan Monica Zetterlund avlider i samband med en lägenhetsbrand

## Lördagen den 14 maj 2005
- Omkring 500 människor dödas under oroligheter i Uzbekistan

## Söndagen den 15 maj 2005
- De 7 179 röstberättigade går till val för Sametinget.

## Måndagen den16 maj2005
- Sammanlagt skrev över 157.000 människor under Påskuppropet för en mänskligare flyktingpolitik som Sveriges kristna råd genomförde under våren. Namnunderskrifterna överlämnades till migrationsminister Barbro Holmberg i Blå salongen i Arvfurstens palats.

## Torsdagen den19 maj2005
- Semifinalen för årets Eurovision Song Contest i Ukrainas huvudstad Kiev går av stapeln. Tio länder går vidare till finalen på lördag.

## Lördagen den 22 maj 2005
- Helena Paparizous låt My Number One vinner Eurovision Song Contest med bidraget My Number One för Grekland i Kiev, Ukraina.[1]

## Söndagen den29 maj2005
- I Frankrike röstar väljarna nej till EU:s nya konstitution, ett allvarligt slag mot hela konstitutionen.

## Tisdagen den 31 maj 2005
- Stängningen av Barsebäck 2 vid Barsebäcks kärnkraftverk påbörjas vid 18.00 och beräknas vara klar vid midnatt
- Magasinet Vanity Fair avslöjar Deep Throats identitet: f.d. FBI-tjänstemannen W. Mark Felt. Felt gav Woodward och Bernstein de avgörande ledtrådarna i Watergateskandalen. Felts identitet bekräftas av reportern Bob Woodward.                                                     Sista dagen det var tillåtet att röka inomhus på restauranger & krogar i Sverige.

### Fotnoter
1. ↑  Anders Thoresson (23 maj 2005). ”Här hyllas Elena”. Aftonbladet. http://www.aftonbladet.se/nojesbladet/article10600471.ab. Läst 11 september 2016.